# Neotorularia qingshuiheense
Neotorularia qingshuiheense là một loài thực vật có hoa trong họ Cải. Loài này được (Ma & Zong Y. Zhu) Al-Shehbaz, et al. mô tả khoa học đầu tiên năm 1999.